# Yamaha TDM900
A Yamaha TDM900 a Yamaha által gyártott sokoldalú motorkerékpár, mely túrázásra, könnyű terepen való közlekedésre és sportos közlekedésre is alkalmas műszaki felépítése miatt.

## A modell története
A sikeres Yamaha TDM850 típust váltotta le 2001 után. Számos változtatást hajtottak végre a motoron. A motor vázát acélról alumíniumra cserélték, a porlasztó helyett injektort kapott, az 5 sebességes váltó 6 sebességes lett. A teljes elektromos rendszert lecserélték, részben digitális műszerfalat kapott a motor. A motort az EURO3 környezetvédelmi szabvány figyelembevételével tervezeték, így szabályozott katalizátort kapott, és kapott egy olyan légbeszívó rendszert, mely egy szelep segítségével 4000-es fordulatszám vagy 3000 m tengerszint magasság alatt korlátozza a beszívott levegő mennyiségét, így csökkenti a motor zaj és káros-anyag kibocsátását.
A motorkerékpáron a gyártási ideje alatt nem változtattak semmi jelentőset, egyedül 2007-ben módosítottak a motorvezérlő elektronikán, hogy alacsonyabb fordulatszámon nyomatékosabb legyen a blokk.
Minden évben három különböző színkód alatt gyártották a motorkerékpárt, és mindegyik színkód kétszínű fényezést takart. Egyedül az utolsó évben, 2010-ben gyártották két színkóddal a járművet.

## Specifikáció
|                     | TDM900 (5PS)                                                               |
| ------------------- | -------------------------------------------------------------------------- |
| Motor típus         | Folyadékhűtéses, 4 ütemű, 5 szelepes, előre döntött soros 2 hengeres, DOHC |
| Hengerűrtartalom    | 897 ccm                                                                    |
| Furat x löket       | 92 x 67,5 mm                                                               |
| Kompresszió         | 10,4:1                                                                     |
| Teljesítmény (DIN)  | 63,4 kW (86,2 LE) @ 7,500/min                                              |
| Nyomaték (DIN)      | 88,8 Nm @ 6500/min                                                         |
| Kenés               | Száraz, olajteknős                                                         |
| Porlasztó           | 2 db elektromos üzemanyag befecskendező                                    |
| Kuplung             | Nedves, többtárcsás tekercsrugós                                           |
| Gyújtás             | T.C.I. (digitális)                                                         |
| Indítás             | Elektromos                                                                 |
| Váltó               | Állandó kapcsolatú, 6 sebességes                                           |
| Hajtás              | Lánc                                                                       |
| Üzemanyagtartály    | 20 L (ebből 3,4 L tartalék)                                                |
| Olajtartály         | 4,7 L                                                                      |
| Alváz               | Deltabox alumínium                                                         |
| Első felfüggesztés  | Teleszkóp, Ø 43 mm                                                         |
| Első rugóút         | 150 mm                                                                     |
| Hátsó felfüggesztés | Lengőkaros (Monoshock)                                                     |
| Hátsó rugóút        | 133 mm                                                                     |
| Első fék            | Dupla tárcsa, Ø 298 mm                                                     |
| Hátsó fék           | Szimpla tárcsa, Ø 245 mm                                                   |
| Első gumi           | 120/70 ZR18 (59W)                                                          |
| Hátsó gumi          | 160/60 ZR17 (69W)                                                          |
| Hossz               | 2180 mm (N, S, SF országokban: 2200 mm)                                    |
| Szélesség           | 800 mm                                                                     |
| Magasság            | 1290 mm                                                                    |
| Ülésmagasság        | 825 mm                                                                     |
| Tengelytáv          | 1485 mm                                                                    |
| Hasmagasság         | 160 mm                                                                     |
| Száraz súly         | 192 kg                                                                     |
| Menetkész súly      | 223 kg (ABS: 226 kg)                                                       |
| Villaszög           | 25°                                                                        |